# Wintersun (album)
Wintersun è l'omonimo album d'esordio della melodic death metal band Wintersun, uscito nel 2004 per la Nuclear Blast.
Nella versione giapponese dell'album sono presenti le tracce della demo Winter Madness come contenuti extra.
Tutte le tracce dell'album sono state scritte da Jari Mäenpää tra il 1995 e il 2003.
Nel 2006 l'album è stato ripubblicato come Special Tour Edition sempre dalla Nuclear Blast, contenente un DVD con le riprese del gruppo dal vivo durante il Summer Breeze Open Air nel 2005.

## Tracce
Testi e musiche di Jari Mäenpää.
1. Beyond the Dark Sun – 2:38
2. Winter Madness – 5:08
3. Sleeping Stars – 5:41
4. Battle Against Time – 7:03
5. Death and the Healing – 7:13
6. Starchild – 7:54
7. Beautiful Death – 8:16
8. Sadness and Hate – 10:16

Tracce bonus dell'edizione giapponese
1. Winter Madness (demo) – 6:00
2. Beyond the Dark Sun (demo) – 2:43
3. Death and the Healing (demo) – 6:46

## Formazione
- Jari Mäenpää - voce, chitarra, basso, tastiere, programmazione
- Kai "the grinder" Hahto - batteria